# Phillip Island
Phillip Island (česky Filipův ostrov) je malý ostrov v Oceánii, který leží zhruba 6 kilometrů jižně od Norfolku. Náleží Australskému společenství – patří do vnějších teritorií této země. Pojmenován byl v roce 1788 Philipem Gidley Kingem po Arturovi Phillipovi. Ostrov nemá trvalé obyvatele. Vznikl vulkanickým původem v období miocénu. Celé území ostrova náleží do norfolkského národního parku.

## Flóra a Fauna

### Rostliny
Rostlinstvo ostrova bylo zdevastováno kvůli nepůvodním druhům živočichů – např. kvůli prasatům, kozám a králíkům (byly sem zavlečeny v 18. století). Většina prasat a krav ale byla odstraněna na začátku 20. století, většina králíků v roce 1988 – to vedlo k přirozené regeneraci vegetace, které napomáhají zaměstnanci Norfolkského národního parku.
V současnosti se na ostrově vyskytuje okolo 80 druhů cévnatých rostlin. Tři druhy rostlin jsou na ostrově endemity – jsou to Achyranthes margaretarum, Abutilon julianae a Hibiscus insularis.

### Živočichové
Na ostrově byly zaznamenány dva druhy ještěrek a dvanáct druhů ptáků. Světová asociace BirdLife International tento ostrov označila jako významné ptačí území díky výskytu populací dvou druhů burňáků – buřňák kermadecký a buřňák hnědohlavý a díky výskytu více než 1 % světové populace nodyho bělavého.
Vyskytoval se zde již vyhynulý nestor úzkozobý.